# Richárd Bohus
Richárd Bohus (Békéscsaba, 9 aprile 1993) è un nuotatore ungherese.

## Palmarès
- Mondiali

Budapest 2017: bronzo nella 4 × 100 m sl.
- Europei

Debrecen 2012: bronzo nei 50 m dorso.
Londra 2016: argento nei 50 m dorso e bronzo nella 4 × 100 m misti.
- Europei in vasca corta

Glasgow 2019: argento nella 4 × 50 m misti.
- Europei giovanili

Belgrado 2011: bronzo nei 50 m dorso.

## International Swimming League
| Stagione 2019 | stagione 2020 | Stagione 2021    |
| ------------- | ------------- | ---------------- |
| Iron          | -             | Tokyo Frog Kings |